# Dekanat Iława – Zachód
Dekanat Iława – Zachód – jeden z 20 dekanatów w rzymskokatolickiej diecezji elbląskiej.

## Parafie
W skład dekanatu wchodzi 6 parafii:
- Parafia św. Jana Nepomucena i MB Różańcowej – Biskupiec
- Parafia św. Brata Alberta – Iława
- Parafia Najświętszego Serca Pana Jezusa – Karaś
- Parafia MB Częstochowskiej – Laseczno
- Parafia Podwyższenia Krzyża Świętego – Piotrowice
- Parafia Zesłania Ducha Świętego – Ząbrowo

## Historia
Dekanat Iława – Zachód powstał przez podzielenie dekanatu Iława przez biskupa elbląskiego Jana Styrnę w 2000.

## Sąsiednie dekanaty
Iława – Wschód, Kurzętnik (diec. toruńska), Łasin (diec. toruńska), Miłomłyn, Nowe Miasto Lubawskie (diec. toruńska), Radzyń Chełmiński (diec. toruńska), Susz